# Sigrún Einarsdóttir
Sigrún Ólöf Einarsdóttir (* 10. Januar 1952 in Reykjavík) ist eine isländische Glaskünstlerin.

## Biographie
1979 machte Sigrún Einarsdóttir ihren Abschluss an der Königlich Dänischen Kunstakademie (heute Royal Danish Academy of Fine Arts) in Kopenhagen. Sie war die erste Frau, die diese Schule als Glaskünstlerin abschloss, und die erste Person aus Island, die einen Abschluss in Glaskunst erlangte. Gemeinsam mit ihrem Ehemann Sören S(taunsager) Larsen (1946–2003) gründete sie 1982 das Glasstudio Gler i Bergvik in Reykjavik, das sie nach dem Unfalltod ihres Mannes allein weiterführte. Ab 2002 arbeitete Sigrún mit ihrer Schwester, der isländischen Textilkünstlerin Ólöf Einarsdóttir, künstlerisch zusammen.  Ab 2007 unterrichtete sie den Glaskurs an der Myndlistaskólinn í Reykjavík (Schule für Bildende Kunst in Reykjavík).
Seit den 1980er Jahren wurden die Werke von Sigrún weltweit ausgestellt. Sie hat an 15 Einzel- und etwa 50 Gruppenausstellungen in Island und im europäischen Ausland und den USA teilgenommen, darunter an der International Exhibition of Glass 1990 in Kanazawa 1990, Japan; Glass Threads 2004/05 im Glasmuseet Ebeltoft und im Designmuseum Denmark (mit Søren S. Larsen und Ólöf Einarsdóttir); dem Coburger Preis für zeitgenössisches Glas 2006, Kunstsammlungen der Veste Coburg in Deutschland; European Glass Context, Bornholms Kunstmuseum Dänemark, 2008 und 2012; im Glasmuseum Rheinbach und im Glasmuseum Wertheim in Deutschland.
Eines ihrer Werke, ein Geschenk des Präsidenten von Island an die Königin von Dänemark, Margrethe II., ist im Palais Christian VII. in Kopenhagen ausgestellt. Die Gläser und Blumenschalen in der 2009 in Berlin eingeweihten isländischen Botschaft wurden von Sigrún Einarsdóttir und Sören S. Larsen hergestellt.
Sigrún Einarsdóttir hat aufgehört, Glas zu blasen, hält aber ihren Ofen für andere Künstler in Betrieb und somit das Handwerk am Leben. Sie arbeitet weiterhin mit anderen Glastechniken oder setzt ihre Kreationen zusammen mit ehemaligen Schülern um.

## Ehrungen und Auszeichnungen
1979 wurde Sigrún Einarsdóttir von der dänischen Königin der Kunsthåndværkerprisen af 1879 (Dänischer Handwerkspreis von 1879) verliehen.
2013 wurde sie vom isländischen Präsidenten mit dem Ritterkreuz des Falkenordens ausgezeichnet.